# Slide (H.E.R.)
Slide è un singolo della cantante statunitense H.E.R., pubblicato il 27 settembre 2019 come primo estratto dall'album in studio di debutto Back of My Mind.

## Video musicale
Il video musicale, diretto da Mike Ho, è stato reso disponibile su YouTube il 18 ottobre 2019.

## Tracce
Testi e musiche di Charles Carter, Elijah Dias, Gabriella Wilson, Jermaine Dupri, Keenon Daequan Ray, Jackson, Roger Parker, Ron Latour, Shawn Carter, Steven Arrington, Tiara Thomas, Waung Hankerson.
1. Slide (feat. YG) – 3:58

## Formazione
Musicisti
- H.E.R. – voce
- YG – voce aggiuntiva

Produzione
- Cardo – produzione
- Dave Kutch – mastering
- Jaycen Joshua – missaggio
- Dee Brown – registrazione
- Miki Tsutsumi – ingegneria del suono
- Alex Pyle – assistenza all'ingegneria
- Ayana Depas – assistenza all'ingegneria
- DJ Riggins – assistenza all'ingegneria
- Jacob Richards – assistenza all'ingegneria
- Lou Carrao – assistenza all'ingegneria
- Mike Seaberg – assistenza all'ingegneria

## Remix
Il 15 gennaio 2020 è stato pubblicato un remix del singolo con Pop Smoke, A Boogie wit da Hoodie e Chris Brown.

## Classifiche

### Classifiche settimanali
| Classifica (2020) | Posizione massima |
| ----------------- | ----------------- |
| Stati Uniti       | 43                |

### Classifiche di fine anno
| Classifica (2020) | Posizione |
| ----------------- | --------- |
| Stati Uniti       | 99        |